# Stade Amédée-Domenech
Pour les articles homonymes, voir Stadium municipal et Domenech.
Le stade Amédée-Domenech est un stade de rugby à XV situé à Brive-la-Gaillarde. Il est le stade de résidence du Club athlétique Brive Corrèze Limousin et peut également accueillir des rencontres de football du club local, l'ESA Brive. Son ancien nom est le « Stadium », mais il a été rebaptisé en 2004 en l'honneur d'Amédée Domenech, ancien joueur international de Brive.
D'une capacité de 14 759 places, assises, ce stade est formé de quatre tribunes. Il est le plus grand stade du Limousin jusqu'à la rénovation du stade de Beaublanc, à Limoges, qui est en cours. Il ne peut cependant accueillir que 13 900 spectateurs pour les rencontres de Top 14 en raison du règlement de sécurité imposé par les différents organisateurs de cette compétition.

## Histoire
Entre la fondation du CA Brive (en 1910) et 1921, le club évolua au Stade de Lascamps, situé sur les bords de la Corrèze. Pour augmenter la capacité lors des rencontres du club, drainant un public toujours plus nombreux, la construction d'un nouveau stade fut alors décidée.
Le Stadium fut construit par la Société Anonyme du Stadium de Brive, dont les statuts furent déposés le 17 mars 1921. Cette société acquiert sur la ville de Brive 21 900 m2 de terrains, et construit le stade.
Le Stadium de Brive est inauguré le 25 septembre 1921, à l'occasion d'une rencontre opposant le CA Brive au Stade français.
L’enceinte connaît une première réfection durant l’été 1930.
En 1932, des projecteurs sont installés.
Lorsqu’éclate la scission entre le rugby à XV et le rugby à XIII, à la fin des années 1930, les treizistes chassent leurs homologues quinzistes du Stadium.
Durant la Seconde Guerre mondiale, le terrain du Stadium est occupé et sera endommagé par les véhicules de l’armée.
Après la guerre, le Stadium change deux fois de propriétaire. 
En 1946, la Société Anonyme du Stadium le cède au CA Brive qui, six ans plus tard, le cède à son tour à la ville de Brive.
En 1957, à l’occasion de la remontée du CAB en Première Division, l’enceinte devenue vétuste, inconfortable et même dangereuse sera démolie puis reconstruite. Cette période de travaux durera trois ans, durant lequel le club pensionnaire du Stadium jouera ses matchs au Stade Gaëtan Devaud, mis à sa disposition par la SNCF.
Achevé en 1960, le Stadium reçoit à nouveau, dès cette date, les matches du CAB. Celui-ci sera locataire à titre gratuit de l’enceinte, propriété de la ville de Brive. Il conservera ce statut jusqu’en 2002.
Le stade Amédée Domenech sera modernisé et agrandi à plusieurs reprises, notamment via la grande tribune, qui  passe de 2 800 à 4 000 places assises et couvertes en 1970, et sera rénovée en 1989.
En 1997, la tribune de l’Europe est érigée pour remplacer l’ancienne tribune d’Honneur, devenue vétuste. La capacité d'accueil est alors de 15 488 places. (6 961 en tribune Pébeyre, 2 327 en tribune Europe, 6 200 en pesage).
Un écran géant de 40 m2 est installé en 2007 côté sud. Il sera déplacé côté nord en 2011, lorsqu'une tribune voit le jour à ce endroit.
Le 20 septembre 2024, le CA Brive, a inauguré sa 4e tribune, ce qui en fait désormais un stade quasiment « fermé », avec deux écrans géants sont installés.

## Composition

### La tribune de l’Europe
La tribune de l’Europe est située côté ouest. Elle compte 2 327 places assises, 20 loges destinées aux entreprises partenaires du CA Brive Corrèze Limousin, 50 postes de travail destinés aux médias. Elle est dotée d’aménagements pour les chaînes de télévision ainsi que d’une salle de musculation. Cette tribune a été inaugurée le 23 août 1997, en remplacement de l’ancienne et vétuste tribune d’honneur. Elle coûta 8,35 millions de francs (soit 1,53 million d’euros) à la ville de Brive. 
La tribune de l’Europe doit son nom à la victoire du club en Coupe d’Europe 1997.

### La tribune Elie Pebeyre
La tribune Elie Pebeyre est située à l’est, en face de la tribune de l’Europe. Elle compte 6 961 places assises. 
Elle fut rebaptisée ainsi à la mémoire d’Élie Pebeyre, un grand personnage du rugby briviste et limousin, qui fut joueur, dirigeant, puis président du club, et également président du comité du Limousin et vice-président de la FFR. 
Avant son baptême le 24 avril 2010, à l’occasion de la rencontre de Top 14 entre Brive et Toulon, cette tribune était couramment appelée la tribune Honneur.
La tribune accueille depuis 2020 le centre de performance du CA Brive avec de nouveaux vestiaires, des nouvelles salles de réunions, les bureaux du staff technique, ...

### La tribune Rojet Fite
Durant l'été 2011, une tribune latérale voit le jour du côté sud, derrière l’en-but, près de l’espace Derichebourg.

Dotée de quatre loges et d'un salon de réception, elle offre 878 places assises et couvertes. Son coût avoisina  1,35 million d’euros.

### La tribune Nord
Fruit d’un travail de plusieurs années et après 15 mois de travaux, le CA Brive, a inauguré le 20 septembre 2024 sa 4eme tribune à l'occasion du match de Pro D2 contre Aurillac. Construite en lieu et place des 4 anciens terrains de tennis, c'est désormais un grand parvis arboré de 1 500 m2 qui pourra accueillir food-trucks et animations. Cette tribune se présente sur 3 niveaux :
- Au rez-de-chaussée, un espace de plus de 1 000 m2 accueille en avant et en après-match les supporters. Il a également été pensé pour accueillir des événements extra-sportifs comme des concerts et des spectacles avec une jauge de 1 000 places. Son accès direct en tribune permet de prendre rapidement place sur l’un des 2 100 sièges afin d’assister aux rencontres des noir et blanc.
- Au premier étage, un salon panoramique de 350 places et 5 salons VIP accueillent partenaires et supporters à différents niveaux de prestations.
- Au deuxième étage, 12 loges premium offrent une vue plongeante sur le stade avec des prestations haut de gamme.

### Les pesages
Le Stadium de Brive offre une capacité de 1 834 places en pesage, au bord du terrain. La construction de la tribune Sud et Nord, ainsi que l’apparition de places destinées aux personnes à mobilité réduite ont entraîné une diminution du nombre de places en pesages.

### L’espace Derichebourg
En 2007 est érigée une salle de réception et des repas d’avants et d’après-matchs. 
Située au sud du terrain d’honneur et d’une superficie de 2 250 m2 , elle porte le nom du groupe Derichebourg, un mécène ayant investi près de 223 millions d’euros dans le club.

## Grandes affiches ayant eu lieu à Amédée Domenech
Le stade a accueilli quelques rencontres importantes, en dehors du Top 14 :
- Le 12 octobre 1991 : rencontre Roumanie-Fidji lors de la Coupe du monde de rugby à XV
- Le 17 octobre 1993 : rencontre amicale France-Roumanie
- Le 22 janvier 1994 : 1/32e de finale de coupe de France de football entre l'ESA Brive et l’Olympique de Marseille. (victoire de Marseille aux tirs au but)
- Le 10 février 2004 : 1/8e de finale de coupe de France de football entre l'ESA Brive et l’AJ Auxerre, tenant du titre (victoire de Brive 1-0)
- Le 16 mars 2004 : 1/4 de finale de coupe de France de football entre l'ESA Brive et le PSG (victoire 2-1 de Paris)
- Le 23 mai 2010 : Finale d'accession au Top 14 opposant le Lyon OU au Stade rochelais (victoire 26-32 du Stade rochelais)
- Le 12 avril 2025 : rencontre Équipe de France-pays de Galles lors du Tournoi des Six Nations féminin 2025 (victoire des Françaises 42-12).

## Records d'affluence
Le record d'affluence au stade Amédée Domenech aurait été établi le 21 février 1999, avec environ 18 000 spectateurs lors d'un match de Championnat entre le CA Brive et le Stade toulousain, selon La Montagne.
Cependant, en mai 2025, France Bleu annonce le record d'affluence du stadium à 15 061.